# So damn happy
So damn happy, álbum de Aretha Franklin editado en 2003 en el sello Arista.
Con el boom neo soul Aretha volvía a los sonidos soul de los '70. En el tema colabora en dos de los temas, como compositora y vocalista, Mary J. Blige. Contiene también composiciones de Burt Bacharach y Jimmy Jam & Terry Lewis. Se lanzaron dos singles: "The only thing missin'" y "Wonderful".

## Lista de canciones
1. The Only Thing Missin' - 3:10
2. Wonderful - 4:05
3. Holdin' On (con Mary J. Blige) - 4:40
4. No Matter What (con Mary J. Blige) - 4:35
5. Everybody's Somebody's Fool - 4:37
6. So Damn Happy - 4:30
7. You Are My Joy - 2:35
8. Falling Out Of Love - 4:32
9. Ain't No Way - 4:40
10. Good News - 4:55
11. You Are My Joy (Reprise) - 2:35

- Datos: Q1765995